# My Tears Ricochet

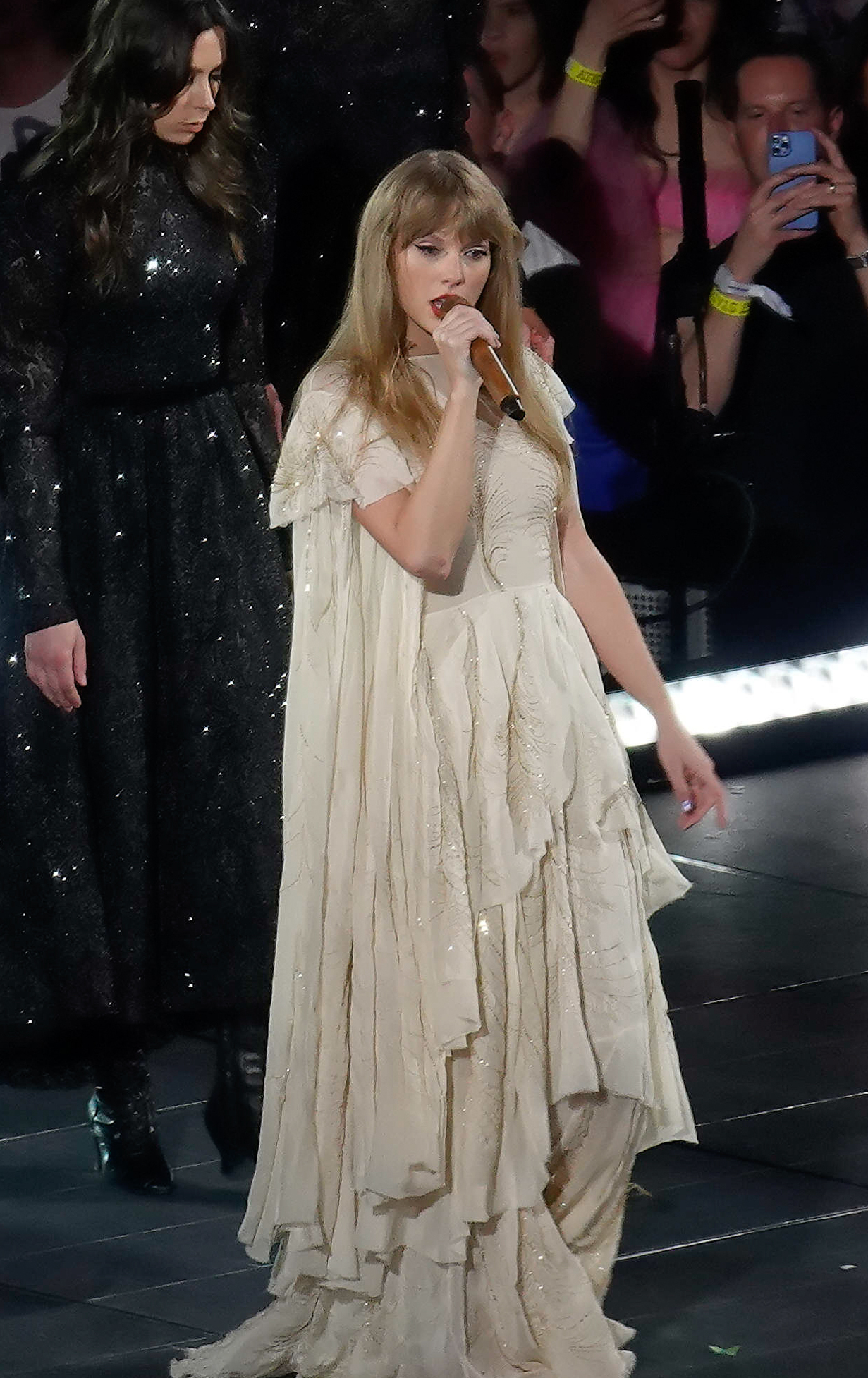
Свифт исполняет «My Tears Ricochet» во время the Eras Tour (2023)

«My Tears Ricochet» (с англ. — «Рикошет моих слёз») — песня американской певицы Тейлор Свифт, вышедшая 24 июля 2020 года на лейбле Republic Records вместе с выходом восьмого студийного альбома Folklore. Трек написала Свифт, а продюсировала его вместе с Джеком Антоноффом и Джо Элвином.
«My Tears Ricochet», включающий в себя наложенный на хор многослойный вокал, мягкий синтезатор и дрожащие барабаны, был описан как «захватывающая» мелодия, в которой сочетаются рок, готика, арена-рок и госпел. Его текст — повествование призрака мёртвой женщины, которая находит убийцу, которого она когда-то очень любила, на собственных похоронах. Эта динамика является метафорой чувства обиды и предательства Свифт по отношению к её бывшему партнёру и основателю звукозаписывающей компании Скотту Борчетте, который продал мастер-записи её бэк-каталога Скутеру Брауну.
Критики приняли «My Tears Ricochet» с восторженными отзывами, высоко оценив концепцию песни, её образ, эмоции, вокал и продюсирование. После выхода альбома Folklore песня «My Tears Ricochet» дебютировала в топ-10 чартов Австралии, Малайзии и Сингапура, а также в топ-20 канадских Hot 100 и Billboard Hot 100 в США.

## История
«My Tears Ricochet» был первым треком, написанным для альбома и написанным только Свифт. Сопродюсер Аарон Десснер расценил эту песню как «маяк» для записи. В интервью Entertainment Weekly Свифт сказала, что после продажи её мастер-записей Скутеру Брауну повествования о разводе спровоцировали её, и она включила образы конца брака в «My Tears Ricochet», написав первые строки песни после просмотра фильма 2019 года «Брачная история», рассказывающего историю развода.

## Композиция и текст
«My Tears Ricochet» — холодная рок-баллада, включающая в себя элементы таких жанров как арена-рок, готик-рок, Album-oriented rock и госпел с оттенками синти-попа, о призраке мёртвой женщины, преследующей своего убийцу. Впоследствии в треке использовалась погребальная символика, чтобы изобразить эффект тотального предательства. В песне используется вокал Свифт от C3 до F5, и она была написана в тональности до мажор с умеренным темпом 130 ударов в минуту.
Трек представляет из себя мерцающую музыкальную шкатулку, бэк-хор, реверберацию в бридже и достигает бурной кульминации под звуками барабанов.
Бэк-вокал на треке предоставил продюсер Джек Антонофф.

## Отзывы
В статье для NME Ханна Милреа сравнила «My Tears Ricochet» и «Clean» из альбома Свифт 1989, отметив, что «мегаваттная поп-песня заключена в многослойный вокал и мерцающие инструментальные композиции из музыкальной шкатулки». Джоди Розен из Los Angeles Times сказал в своём обзоре, что трек развился до «бурной кульминации», и что он был «готическим, как готический Шартрский собор». Джейсон Липшуц из Billboard написал, что песня «превращается в печальный гимн», и что «горькое расставание становится буквальной смертью». В статье для журнала Slant Magazine Эрик Мейсон назвал этот трек «одной из самых откровенно обидных историй Folklore», сказав, что «резкие удары струн в припеве напоминают мосты песен Свифт начала 2010-х», сравнивая его с «Mad Woman» и «Cruel Summer». Энн Пауэрс из NPR сочла песню «более сложной», чем предыдущие сочинения Свифт, оставаясь при этом «классической Тейлор Свифт», и заявила, что певица берёт событие, «характерное почти только для неё, и разворачивает его во что-то универсальное … потому что мы все испытали чувство предательства и потери самообладания». Люси Харброн из Clash написала, что «My Tears Ricochet» — одна из самых «душераздирающих» песен Свифт; по её словам, трек «превращается в похоронное причитание, в котором прекрасно выражена вся печаль, гнев и вытеснение, которые приходят с мегаразбитым сердцем».

## Коммерческий успех
После выхода Folklore, «My Tears Ricochet» вошла в чарты нескольких стран мира. В США все шестнадцать треков альбома одновременно 8 августа 2020 года дебютировали в Billboard Hot 100, причём «My Tears Ricochet» заняла 16-е место — пятая песня с самым высоким местом после «Cardigan» (№ 1), «The 1» (№ 4) и «Exile» (№ 6), «The Last Great American Dynasty» (№ 13). Песня также достигла третьего места в рок-чарте Hot Rock & Alternative Songs.

## Концертные исполнения
Песня вошла в сет-лист the Eras Tour, концертного тура, в который Свифт отправилась 17 марта 2023 года (когда она была впервые публично исполнена в качестве 29-го номера в рамках VII акта Folklore) для продвижения Midnights и других своих альбомов. Живое выступление сопровождалось жуткими визуальными эффектами, включая тускло освещенную сцену и теневые образы, которые усиливали похоронную тематику песни. 

## Использование в медиа
- Песня появляется в трейлере к фильму «Всё закончится на нас» (2024, It Ends With Us), в котором снялась подруга Свифт Блейк Лайвли, а затем и в самом фильме[23]. В живом исполнении были использованы визуальные эффекты, включая тускло освещенную сцену и теневые образы, которые усилили похоронную тематику песни, с танцовщицами в блестящих черных платьях с длинными рукавами и хореографией, напоминающей похоронную процессию[24].
- Позднее это выступление было включено в концертный фильм «Taylor Swift: The Eras Tour», продемонстрировав эмоциональную насыщенность песни широкой аудитории.

## Участники записи
По данным заметок на альбоме и сервиса Tidal.
- Тейлор Свифт — вокал, автор, продюсер
- Джек Антонофф — продюсер, бэк-вокал, звукозапись, перкуссия (и её программинг), электрогитара, бас, фортепиано
- Джо Элвин — продюсер
- Лаура Сиск — звукозапись
- Джон Руни — помощник звукоинженера
- Джон Шер — помощник звукоинженера
- Сербан Генеа — сведение
- Рэнди Меррилл — мастеринг
- Эван Смит — саксофоны, клавишные, программирование
- Бобби Хок — струнные

## Чарты
| Чарт (2020)                                  | Высшая позиция |
| -------------------------------------------- | -------------- |
| Австралия (ARIA)                             | 8              |
| Канада (Billboard Canadian Hot 100)          | 14             |
| Малайзия (RIM)                               | 7              |
| Португалия (AFP)                             | 79             |
| Сингапур (RIAS)                              | 7              |
| Швеция (Sverigetopplistan)                   | 97             |
| Великобритания (OCC UK Audio Streaming)      | 20             |
| США (Billboard Hot 100)                      | 16             |
| США (Billboard Hot Rock & Alternative Songs) | 3              |
| США, Rolling Stone Top 100                   | 7              |

| Чарт (2020)                                   | Позиция |
| --------------------------------------------- | ------- |
| США (Hot Rock & Alternative Songs, Billboard) | 23      |

## Сертификации
| Регион                                                                      | Сертификация | Продажи |
| --------------------------------------------------------------------------- | ------------ | ------- |
| Великобритания (BPI)                                                        | Серебряный   | 200 000 |
| Данные о продажах + прослушиваниях приведены только на основе сертификации. |              |         |